# Ruslana Koršunovová
Ruslana Sergejevna Koršunovová (rusky Руслана Сергеевна Коршунова; 2. července 1987 Alma-Ata – 28. června 2008 New York) byla kazašská modelka ruského původu. Poté, co si vybudovala dobrou pozici v módním průmyslu prací pro časopisy jako Vogue a návrhářky jako Vera Wang či Nina Ricci, se těšila dlouhodobě mezinárodní pozornosti. Její záhadná smrt po pádu z balkonu jejího pokoje v bytě naManhattanu 28. června 2008 byla označena za sebevraždu.

## Dětství a kariéra
Ruslana Koršunovová se narodila ve městě Alma-Ata v Kazašské SSR a byla ruského původu. Její otec Sergej Koršunov zemřel v roce 1992, když jí bylo 5 let. Její matka Valentina, rozená Kutenkova, a bratr Ruslan žijí v Kazachstánu. Ruslana mluvila plynně rusky, anglicky a německy.
Byla objevena v roce 2003, když časopis All Asia zveřejnil příběh o místním německém jazykovém klubu ve městě Almaty (dříve Alma-Ata), který navštěvovala. Její fotografie, které článek obsahoval, vzbudily pozornost Debbie Jones z agentury Models 1 Agency a zahájila s touto tehdy patnáctiletou dívkou spolupráci. Korshunové se přezdívalo pro její dlouhé kaštanové vlasy Ruská Rapunzel. Byla reprezentována modelingovými agenturami IMG Models (New York, Paříž, Londýn a Milán), Beatrice International Models, Traffic Models (Barcelona), Marilyn Models a iCasting Moscow, což byla agentura její matky. Britský Vogue ji hodnotil slovy „a face to be excited about“ (tj. „tvář, která nadchne“ či „tvář, ze které budete nadšeni“). Pracovala také pro francouzský časopis Elle a polskou a ruskou verzi Vogue. Objevovala se také na inzerátech pro Blugirl by Blumarine, Clarins, Ghost, Girbaud, Kenzo Accessories, Marithé & François, Max Studio, Moschino, Old England, Pantene Always Smooth, Paula Smithe, a dámské prádlo Very Wang.

## Smrt
Dne 28. června 2008 kolem 14:30 Koršunovová zemřela po pádu z balkónu z devátého patra svého bytu na 130 Water Street ve Financial District na Manhattanu. Policie uvedla, že na místě nebyly nalezeny žádné stopy násilí a že její smrt byla patrně sebevražda, ačkoliv nebyl nalezen žádný dopis na rozloučenou. Existují spekulace, že její smrt byla ve skutečnosti vražda spáchaná okruhem osob, které nutí modelky k prostituci pro bohaté klienty. Jeden z jejích kamarádů vypověděl, že se právě vrátila z modelingového vystoupení v Paříži a že se zdála být na vrcholu slávy. Nebyl zde tedy žádný zjevný důvod, proč by měla spáchat sebevraždu. Své 21. narozeniny plánovala oslavit ve středu v Pensylvánii. Její bývalý přítel Artem Perčenok opustil její byt několik hodin před její sebevraždou. Dívali se na film Duch. „Cítím, že se přišla rozloučit,“ řekl. „Byla dobrý člověk,“ dodal v rozhovoru pro New York Post. Koršunovová se nicméně jevila v některých svých vyjádřeních na sociálních sítích naštvaná a se zlomeným srdcem. Nejpatrnější to bylo ze zprávy v březnu 2008: „Jsem tak ztracená. Najdu někdy sebe sama?“ V originále jako: “I'm so lost. Will I ever find myself?”
Její kamarádi řekli, že měla před smrtí bolesti břicha. Policie v jejím bytě nalezla lahvičky od léků pouze na předpis s etiketami v ruštině. Experti nezjistili pod jejími nehty žádné biologické pozůstatky z kůže někoho jiného. Její matka Valentina Kutěnkovová však nevěří, že její dcera spáchala sebevraždu: „Před rokem mi o svých problémech řekla. Chtěla v módním průmyslu skončit. Momentálně u ní bylo ale vše v pořádku. Kdyby měla problémy v práci, řekla by mi to.“
Muhammad Naqib, který pracoval jako domovník v budově, kde měla byt, vypověděl: „Byl jsem šokován, když jsem ji spatřil na chodníku. Byla na ulici, drobná a ve zuboženém stavu v kaluži krve, obklopená davem. Její ruce a krk byly polámané.“ Hned pojal podezření: „Další den mi došlo, co bylo špatně. Byly to její vlasy! Byly mnohem kratší, než když jsem ji viděl minulou noc, šťastnou a plnou života. Zdá se, že byly ustřiženy narychlo, protože konce nebyly stejně dlouhé.“ „Vše, čeho se mi dostalo, bylo zdvořilé poděkování, ale nikdo mě nepožádal o interview,“ řekl patolog Sergey, který pracoval na jejím posmrtném nalíčení v moskevské márnici. „Vlasy by mohly vypadat z důvodu silného nárazu, ale nemohly by se kvůli tomu zkrátit. Když jsem připravoval její tělo na pohřeb, všiml jsem si, že byly ve velmi chatrné kondici. Dokonce jsem nabídl příbuzným, že seženu paruku, ale odmítli to. Konce byly nepravidelné, jako kdyby je někdo ustřihl nůžkami.“ Vzhledem ke svědectví mnoha svědků nebyly v den její smrti v její budově ani na Water Street pozorováni žádní cizinci nebo podezřelé osoby. Zadní východ na dvůr monitoruje domovník a nikdo by jím nemohl projít, aniž by nebyl zpozorován z recepce. Její matka Valentina stále doufá, že dostane od americké policie odpovědi. 7. července 2008 byla Korshunova pohřbena na hřbitově Chovanskoje v Moskvě. Matka sdělila pro ruské noviny Komsomolskaja pravda, že ruské hlavní město bylo jedno z oblíbených měst její dcery a že by si přála, aby byla její milovaná Moskva místem jejího posledního odpočinku.
Britský televizní producent a režisér Peter Pomerantsev přišel s teorií, že sebevražda Korshunové souvisí s její náklonností k Roze Mira, kontroverzní moskevské organizaci, která sama sebe popisuje jako „trénink pro rozvoj osobnosti.“ Během pátrání zjistil, že tři měsíce navštěvovala sezení u této organizace. Tato sezení, která povzbuzují účastníky, aby se podělili o své nejhorší zkušenosti a vyvolávali v sobě potlačované vzpomínky, jsou vytvořena po vzoru organizace Lifespring, jejíž kontroverzní metody byly předmětem mnoha soudních pří, protože způsobovaly mentální poškození. Korshunova se účastnila sezení společně se svou kamarádkou, ukrajinskou modelkou jménem Anastasia Drozdova, která spáchala sebevraždu v roce 2009 za podobných okolností. Kamarádi těchto dvou žen pozorovali změnu v jejich chování poté, co strávily několik měsíců s Rozou Mira. Koršunovová se stala agresivní, zatímco Drozdova zažívala záchvěvy násilnických nálad a stala se z ní samotářka. Obě ztratily na váze. Po třech měsících tréninku se Korshunova vrátila do New Yorku, aby se poohlédla po práci. A tehdy právě napsala, že se cítí ztracená a že pochybuje, zda někdy ještě najde sebe sama. Rick Ross, hlava Cult Education Forum, k tomu dodává, že organizace jako Roza Mira fungují jako drogy. Jejich stoupenci zažívají nějaké mezní zážitky a vždy se vracejí pro další. Vážný problém nastává, když organizaci opustí. Tréninky se staly jejich životem a odchodem se vrátí k prázdnotě. Citlivé jedince to zlomí. Několik měsíců poté, co Korshunova opustila Rozu Mira, byla nalezena mrtvá.